# ONE FC: War of Nations
ONE FC: War of Nations foi um evento de artes marciais mistas promovido pelo ONE Fighting Championship, ocorrido em 14 de março de 2014 no Stadium Negara em Kuala Lumpur, Malásia.

## Background
O evento foi a quarta visita do ONE FC à Malásia, e a segunda ao Stadium Negara, após o sucesso do Destiny of Warriors em Junho de 2012. O evento principal contou com a luta pelo Cinturão Meio Médio Inaugural do ONE FC, entre Nobutatsu Suzuki e Brock Larson. Por não bater o peso, a revanche entre Sherylin Lim e Ann Osman foi cancelada.

## Ligações Externas
1. ↑  Pelo Cinturão Meio Médio Inaugural do ONE FC.